# Cincinnati Reds
Cincinnati Reds – drużyna baseballowa grająca w centralnej dywizji National League, ma siedzibę w Cincinnati w stanie Ohio. Pięciokrotny zwycięzca w World Series.

## Historia

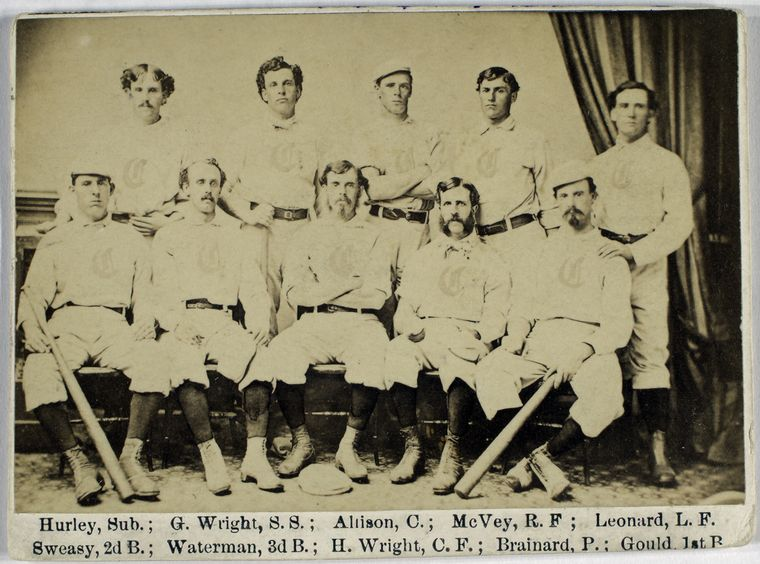
Cincinnati Red Stockings w 1869 roku.

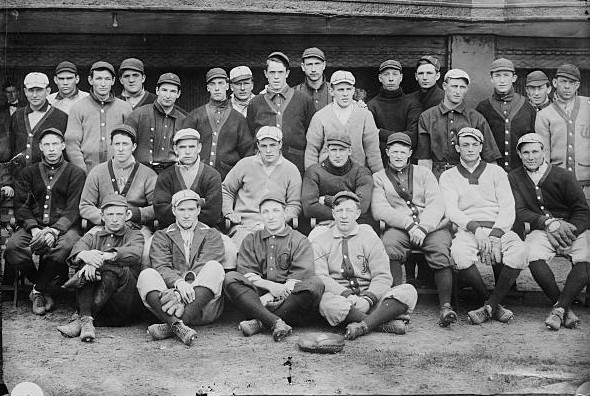
Cincinnati Reds w 1909 roku.

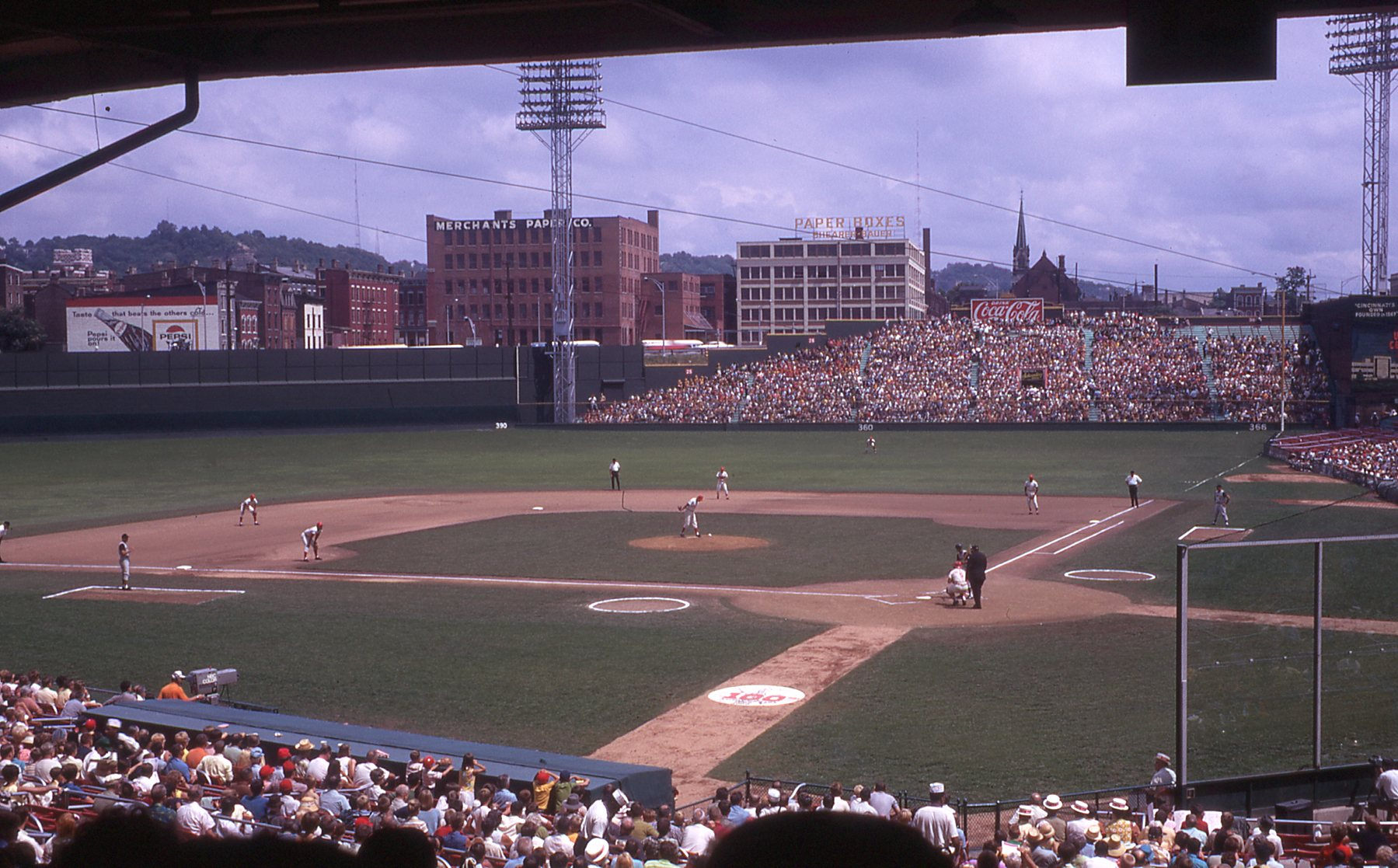
Crossley Field - stadion, na którym Reds rozgrywali swoje mecze w latach 1912–1970.

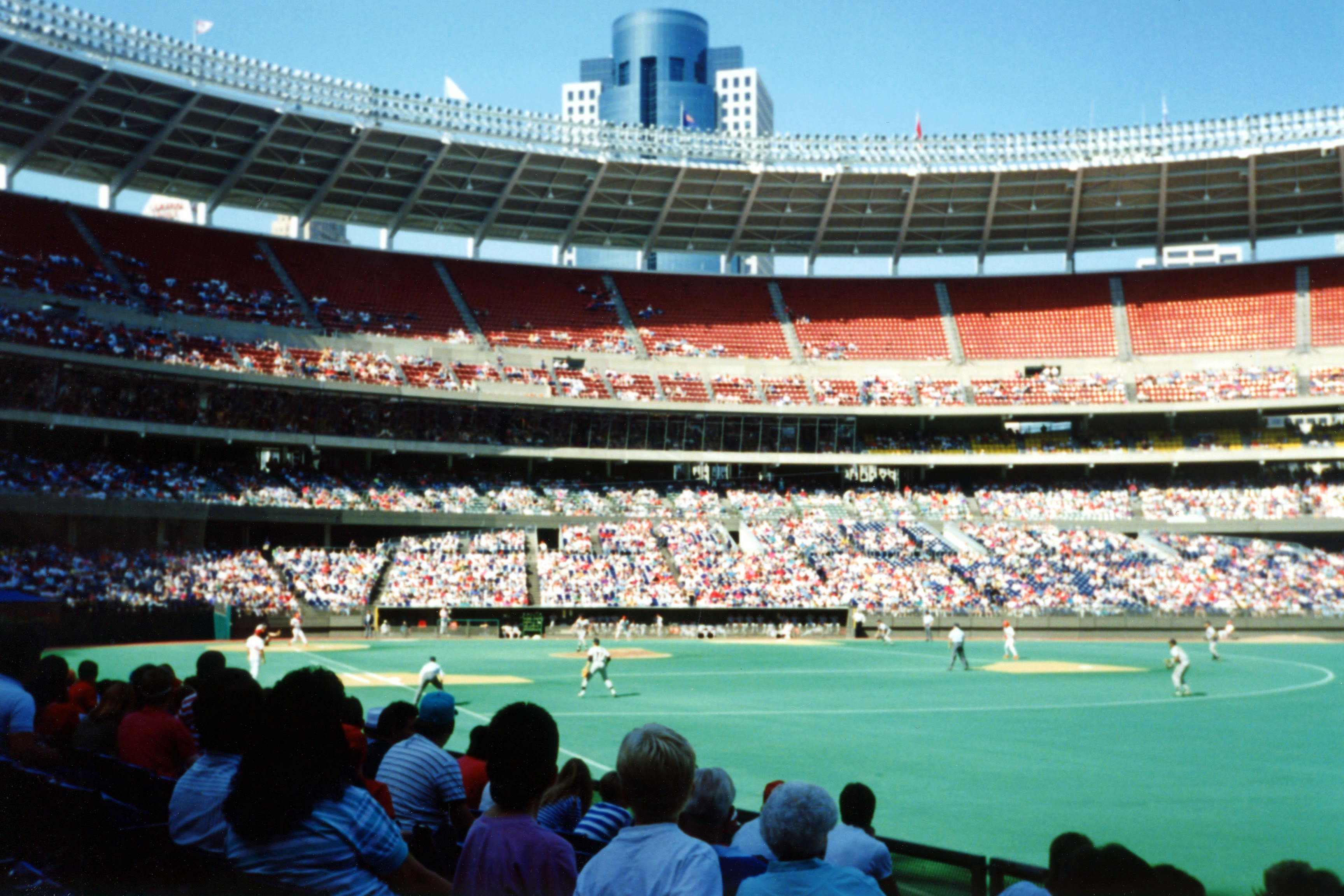
Riverfront Stadium.

Zawodowy baseball w Cincinnati datuje się na rok 1869, kiedy to zespół Cincinnati Red Stockings, powstały w 1863, stał się w pełni profesjonalny. W 1876 był jednym z ośmiu klubów założycielskich National League. W październiku 1880 klub został wydalony z ligi po tym jak prezydent W. H. Kennett jako jedyny z ośmiu jej przedstawicieli sprzeciwił się wprowadzeniu zakazu sprzedaży alkoholu na meczach i zakazu rozgrywania spotkań w niedziele. W listopadzie 1881 zespół przystąpił do rozgrywek nowo utworzonej ligi American Association, w której występował przez osiem sezonów. Pod koniec 1888 powrócił w szeregi National League, zaś dwa lata później zmienił nazwę na Cincinnati Reds.  
W sezonie 1919 Reds po wygraniu National League, przy bilansie 96–44, uzyskali awans do World Series, w których pokonali faworyta Chicago White Sox 5–3 (grano wówczas w systemie best-of-nine). Po finałach rozpoczęto dochodzenie w sprawie ustawienia meczów przez zawodników z Chicago. W toku prowadzonego śledztwa ustalono, iż ośmiu zawodników White Sox zostało przekupionych; wydarzenia z 1919 roku określane są jako Black Sox Scandal. 24 maja 1935 na stadionie Crosley Field rozegrano pierwszy mecz przy sztucznym oświetleniu. 
W sezonie 1940 Reds zdobyli mistrzowski tytuł po raz drugi, po pokonaniu w World Series Detroit Tigers 4–3. W 1970 zespół przeniósł się na wybudowany kosztem 50 milionów dolarów obiekt Riverfront Stadium, który mógł pomieścić 52 952 widzów. W sezonach 1975 i 1976 Reds zwyciężali w World Series, pokonując odpowiednio Boston Red Sox 4–3 i New York Yankees 4–0. 11 maja 1985 w meczu Reds – San Diego Padres swoje 4192. uderzenie zaliczył Pete Rose i stał się samodzielnym liderem w tej klasyfikacji. W 1990 jako jedyny zespół w historii National League zajmował 1. pozycję w swojej dywizji przez cały okres sezonu zasadniczego. W tym samym roku Reds wywalczyli piąte mistrzostwo, po zwycięstwie 4–0 nad Oakland Athletics.
W marcu 2003 oddano do użytku nowy stadion Great American Ball Park, który może pomieścić 42 271 widzów; koszt budowy wyniósł 320 milionów dolarów. W sezonie 2012 w National League Division Series, rozgrywanych w systemie best-of-five, po dwóch wyjazdowych wygranych nad San Francisco Giants, Reds przegrali trzy kolejne mecze na własnym stadionie i odpadli z postseason.

## Sukcesy
| Tytuł                                               | Liczba | Rok                                                  |
| --------------------------------------------------- | ------ | ---------------------------------------------------- |
| World Series                                        | 5      | 1919, 1940, 1974, 1975, 1990                         |
| National League National League Championship Series | 9      | 1919, 1939, 1940, 1961, 1970, 1974, 1975, 1976, 1990 |
| American Association                                | 1      | 1882                                                 |
| National League Central Division                    | 3      | 1995, 2010, 2012                                     |
| National League East Division                       | 7      | 1970, 1972, 1973, 1975, 1976, 1979, 1990             |

## Zastrzeżone numery
Od 1997 numer 42 zastrzeżony jest przez całą ligę ku pamięci Jackie Robinsona, który jako pierwszy afroamerykanin przełamał bariery rasowe w Major League Baseball.
| Numer | Zawodnik | Zastrzeżony          |
| ----- | --- | -------------------- |
|       | Fred Hutchinson – menadżer Reds w latach 1959–1964                                                                 | 10 października 1964 |
|       | Johnny Bench – łapacz, zawodnik Reds w latach 1967–1983, członek Baseball Hall of Fame                             | 11 sierpnia 1984     |
|       | Joe Morgan – drugobazowy, zawodnik Reds w latach 1972–1979, członek Baseball Hall of Fame                          | 6 czerwca 1998       |
|       | Sparky Anderson – menadżer Reds w latach 1970–1978, członek Baseball Hall of Fame                                  | 28 maja 2005         |
|       | Barry Larkin – łącznik, zawodnik Reds w latach 1986–2004, członek Baseball Hall of Fame                            | 25 sierpnia 2012     |
|       | Dave Concepción – łącznik, zawodnik Reds w latach 1970–1988                                                        | 25 sierpnia 2007     |
|       | Ted Kluszewski – pierwszobazowy, zawodnik Reds w latach 1947–1957                                                  | 18 lipca 1998        |
|       | Frank Robinson – zapolowy, zawodnik Reds w latach 1956–1965, członek Baseball Hall of Fame                         | 22 maja 1998         |
|       | Tony Pérez – pierwszobazowy, zawodnik Reds w latach 1964–1976, menadżer Reds w 1993, członek Baseball Hall of Fame | 27 maja 2000         |
|       | Jackie Robinson – drugobazowy, numer zastrzeżony przez wszystkie zespoły MLB                                       | 15 kwietnia 1997     |